# Dinoderus
Genre
Dinoderus est un genre d'insecte coléoptères de la famille des Bostrichidae.
Ce genre à répartition cosmopolite comprend  26 espèces. Ce sont de petits insectes de 2,2 à 4,5 mm de long.
Plusieurs de ces espèces, en particulier Dinoderus brevis, Dinoderus minutus et Dinoderus ocellaris, sont des foreurs de tiges qui s'attaquent notamment aux chaumes de bambous coupés (après la récolte) ou aux objets fabriqués avec ces chaumes.

## Liste d'espèces
Selon Catalogue of Life (19 juillet 2017) :
- Dinoderus bifoveolatus (Wollaston, 1858)
- Dinoderus borneanus Lesne, 1933
- Dinoderus brevis Horn, 1878
- Dinoderus creberrimus Lesne, 1941
- Dinoderus distinctus Lesne, 1897
- Dinoderus exilis Lesne, 1932
- Dinoderus favosus Lesne, 1911
- Dinoderus gabonicus Lesne, 1921
- Dinoderus gardneri Lesne, 1933
- Dinoderus glabripennis Lesne, 1911
- Dinoderus japonicus Lesne, 1895
- Dinoderus mangiferae Lesne, 1921
- Dinoderus minutus (Fabricius, 1775)
- Dinoderus nitidus Lesne, 1897
- Dinoderus oblongopunctatus Lesne, 1923
- Dinoderus ocellaris Stephens, 1830
- Dinoderus ochraceipennis Lesne, 1906
- Dinoderus papuanus Lesne, 1899
- Dinoderus perfoliatus Gorham, 1886
- Dinoderus perplexus Lesne, 1932
- Dinoderus piceolus Lesne, 1933
- Dinoderus politulus Lesne, 1941
- Dinoderus porcellus Lesne, 1923
- Dinoderus punctatissimus Lesne, 1897
- Dinoderus scabricauda Lesne, 1914
- Dinoderus speculifer Lesne, 1895

Selon Paleobiology Database (19 juillet 2017) :
- Dinoderus cuneicollis